# Max Emden

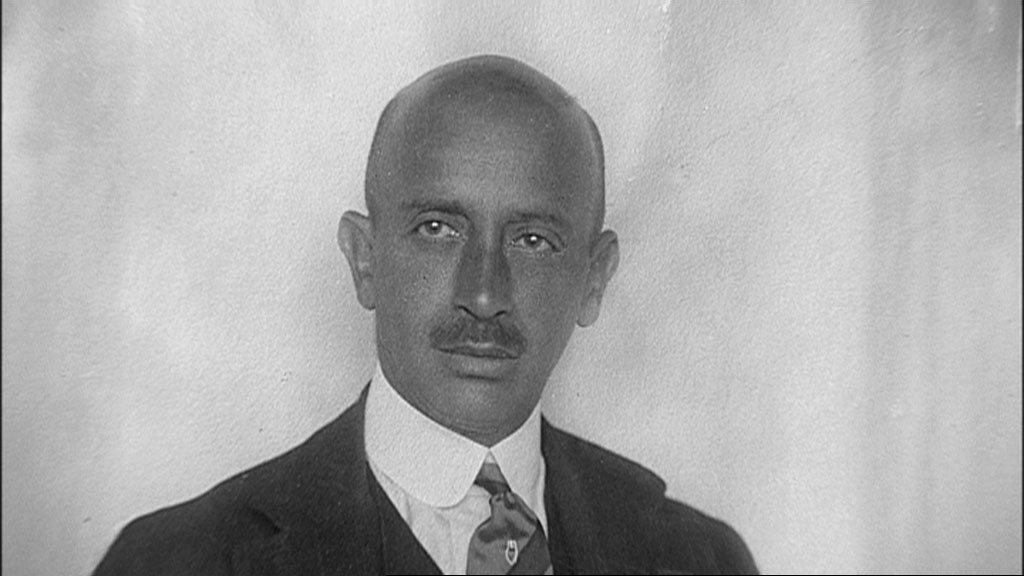
Max James Emden, um 1928

Max James Emden (* 28. Oktober 1874 in Hamburg; † 26. Juni 1940 in Muralto, Kanton Tessin, Schweiz; seit 1934 heimatberechtigt in Ronco) war ein deutscher Chemiker, Kaufhaus-Unternehmer, Kunstsammler und seit 1927 Eigentümer der Isole di Brissago im Lago Maggiore.

## Leben

### Familie und Jugend

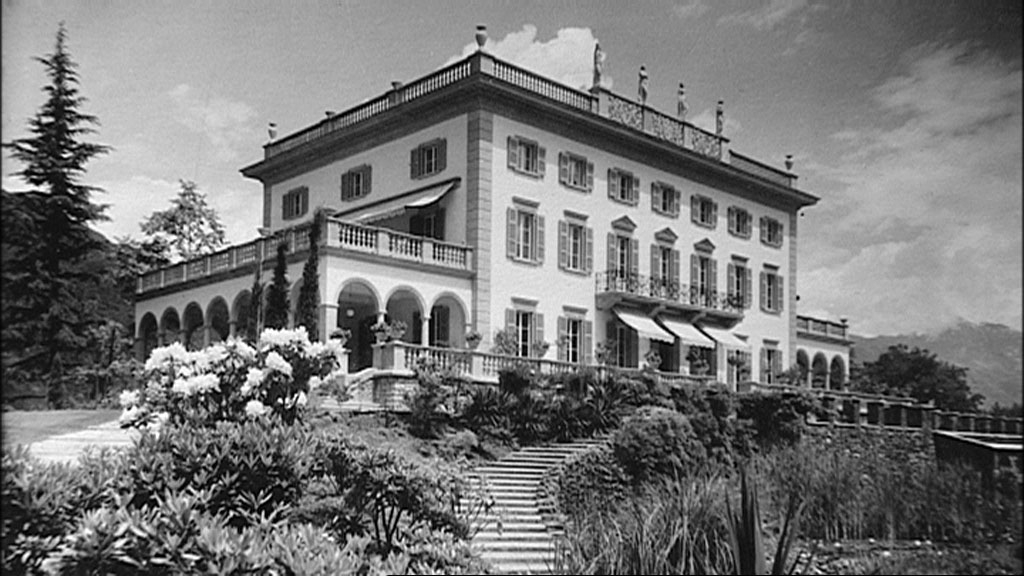
Villa Emden, Brissago-Inseln, Schweiz

Max Emden war der Spross einer alteingesessenen jüdischen Hamburger Kaufmannsfamilie, Sohn von Jakob Emden und dessen Ehefrau Mathilde geborene Kann. Die Familie Emden war seit dem 18. Jahrhundert in Hamburg ansässig, wobei die Emdens, wie der Name andeutet, ursprünglich aus Emden stammten. Max Emden blieb nach seiner Konversion 1893 zeitlebens evangelischer Konfession.
Er besuchte das Wilhelm-Gymnasium in Hamburg, wo er zu Michaelis 1893 das Reifezeugnis erhielt. Anschließend studierte er Chemie und Mineralogie in Heidelberg, Genf, Zürich und Leipzig, wo er 1898 zum Dr. phil. promoviert wurde. Seinen Militärdienst leistete er 1896/1897 beim 1. Leib-Husaren-Regiment Nr. 1 in Danzig. 1910 heiratete er die am 3. November 1888 in Cerro Alegre (Valparaíso) geborene Chilenin Concordia Gertrud Hélène Anna Sternberg, genannt Anita.

### M.J.Emden Söhne
Ab 1904 war Max Emden Teilhaber, später Alleininhaber des bereits 1823 in Hamburg gegründeten Textil-Einzelhandelsunternehmens M. J. Emden Söhne, das er innerhalb weniger Jahre zu einem international agierenden Handelsunternehmen und Warenhauskonzern ausbaute. Emden erwarb dazu Grundstücke in den Zentren deutscher und ausländischer Großstädte, so unter anderem in Berlin, Potsdam, Chemnitz (Hansa-Haus von Hans und Oskar Gerson), Plauen, Stockholm, München und Budapest. Das Unternehmen war beteiligt beziehungsweise betrieb bekannte Kaufhäuser wie etwa das KaDeWe in Berlin gemeinsam mit dem Hauptgesellschafter Adolf Jandorf, das Corvin-Warenhaus in Budapest, das Allas-Warenhaus in Stockholm, das Kaufhaus Oberpollinger in München, das Kaufhaus Poetsch in Hamburg und das Kaufhaus Petersen in Wandsbek.

### Villa Sechslinden
1906 ließ sich Max Emden von dem Hamburger Architekten Wilhelm Fränkel in Klein Flottbek ein Landhaus für 200.000 Mark errichten. Heute befindet sich auf dem 26.000 m² großen Grundstück die Privatschule Jenisch-Gymnasium.

### Verkauf, Umzug auf die Isole di Brissago im Lago Maggiore, Verfolgung in Deutschland
Der international mit Merceriewaren erfolgreiche Unternehmer und Doktor der Philosophie verkaufte im Alter von knapp 50 Jahren den Großteil seiner Unternehmensbesitzungen an den Warenhaus-Konzern Karstadt (und andere) und zog sich danach mehr und mehr von seinen kaufmännischen Aktivitäten zurück. Das Hamburger Unternehmen widmete sich fortan noch der Verwaltung des nach wie vor umfangreichen Grundbesitzes, zudem behielt Emden die ausländischen Warenhäuser in seinem Besitz.
Er war in Ascona als Gast von Eduard von der Heydt auf dem Monte Verità. 1927 erwarb er, zunächst gemeinsam mit dem Violinisten Bronisław Huberman, der sich aber bald zurückzog, die Isole di Brissago im Lago Maggiore der schwer verschuldeten Inselbesitzerin Antoinette de Saint Léger. Er ließ die Gärten erneuern, die bestehenden Bauwerke im Wesentlichen abtragen und durch den Berliner Architekten Alfred Breslauer eine schlossartige Villa im klassizistischen Stil errichten. Das 33 Meter lange Römische Bad wurde durch Emden mit der Statue Die Badende des Bildhauers Georg Wrba versehen. Der heutige botanische Garten dort ist im Wesentlichen sein Werk. Aus der Zeit von Emden stammt der weibliche Akt des Bildhauers Werner Müller. Die Javanerin des Bildhauers Remo Rossi kam 1950 hinzu.

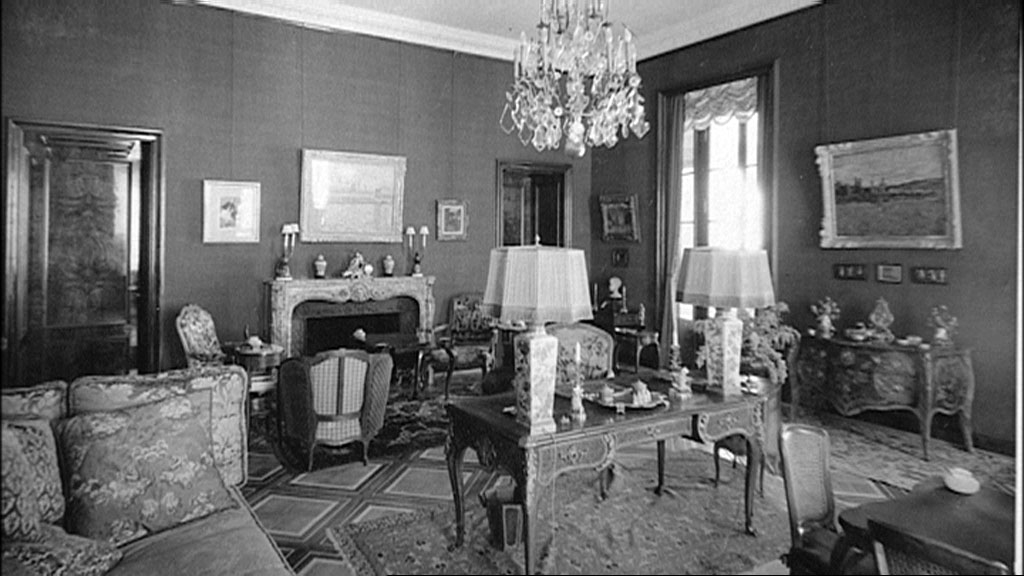
Arbeitszimmer von Max Emden in der Villa Emden, Brissago-Inseln, Schweiz

1931 kam es zu einer größeren Auktion aus der „Sammlung Dr. Max Emden“: Gemälde deutscher und französischer Meister des 19. Jahrhunderts, Möbel, Teppiche, Bronzen, deutsches Silber, Fayencen. Die Versteigerung war am Dienstag, den 9. Juni 1931 (Katalog Nr. 13) – Berlin, 1931. Die Erlöse aus dieser Auktion wurden im selben Jahr in der Weltkunst veröffentlicht.
Wegen seiner jüdischen Herkunft in Deutschland verfolgt, lebte der Millionär ab 1933 vorwiegend auf seinem Besitz im Kanton Tessin und umgab sich mit Frauen und Teilen seiner aus Deutschland geretteten Kunstsammlung. Was Emdens Kunstverständnis anbetraf, so vertrat er die Auffassung, „das Leben als solches“ sei „eine Kunst“. 1930 weigerte sich die russische Malerin Baronin Marianne von Werefkin, die damals in Ascona lebte, trotz Armut ihm über seinen Mittelsmann ein Bild zu verkaufen, um zu zeigen „es gäbe noch Künstler, die ihr eigenes Werk achten, aber nicht wie hungrige Hunde jedem Bissen nachspringen, […] Emden meint, dass man alles kaufen kann, er verachtet die Menschen und die Künstler, weil sie um ihn wie hungrige Hunde lagern. […] besser, bettle ich bei eben solch armen Kerlen, wie ich es bin.“
Emden war leidenschaftlicher Golf- und Polospieler. So „verdankt Ascona die Schaffung seiner schönen Golfanlage“ seiner und von der Heydts Hilfe. In Hamburg-Rissen finanzierte er 1928 „mit einer großzügigen Spende“ das Clubhaus des Hamburger Golf-Clubs. Emden war bis in die 1930er Jahre Eigentümer des Geländes des Hamburger Polo Clubs in Klein Flottbek, das er 1935 für den geringen Preis von 200.000 Reichsmark an die Stadt Altona verkaufen musste.
1934 erwarb er das Bürgerrecht der den Brissago-Inseln benachbarten Gemeinde Ronco. Er erhielt Besuch von zahlreichen Prominenten, wie dem Aga Khan, dem König von Siam und dem Schriftsteller Erich Maria Remarque.

#### Sammlungsverkäufe und Restitution an die Erben

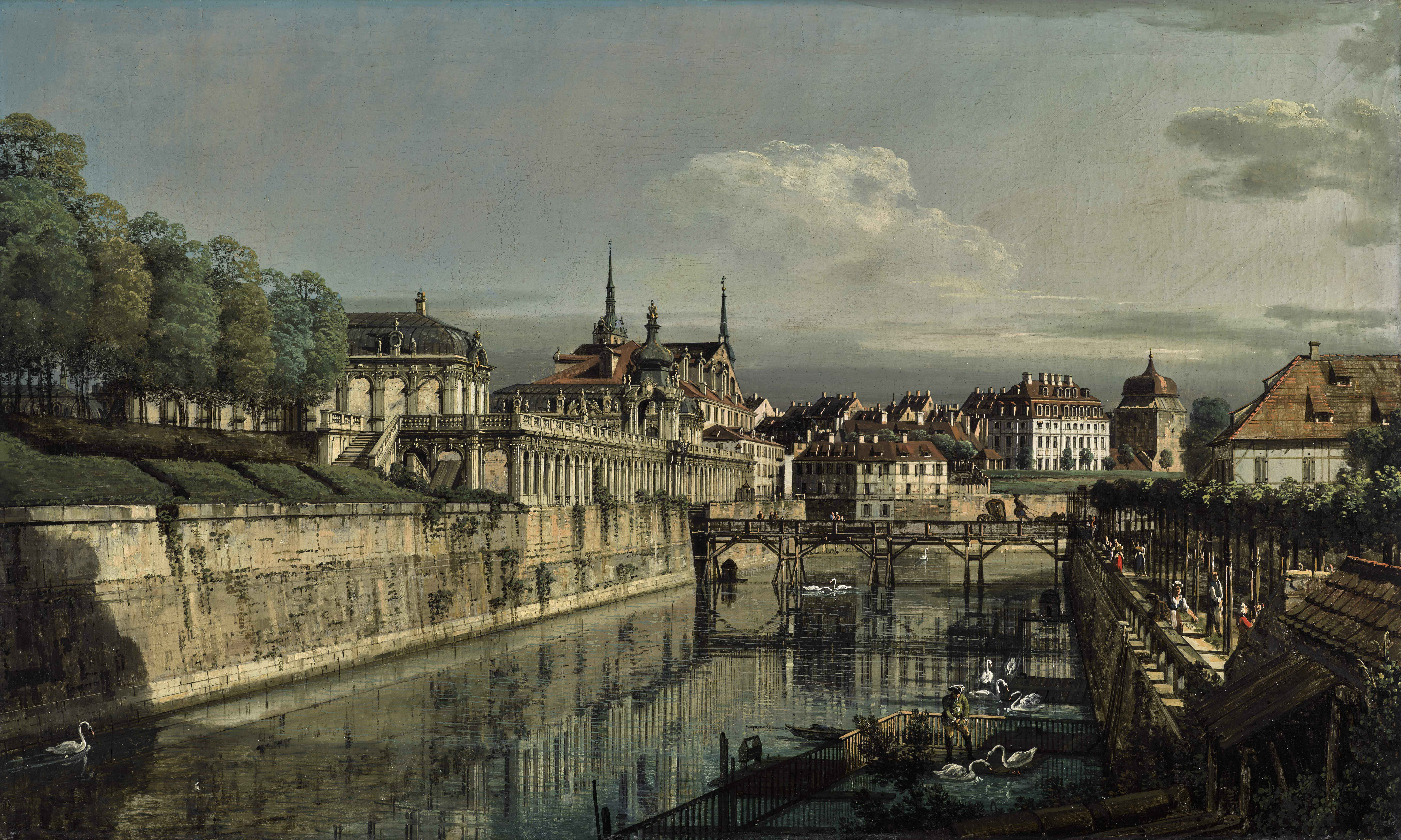
Bernardo Bellotto, Der Zwingergraben in Dresden

Aufgrund wirtschaftlicher Not, ausgelöst durch die gegen sein Vermögen in Deutschland gerichteten Maßnahmen, Zwangsverkäufe und „Arisierungen“ von Grundstücken und Betriebsteilen, begann Emden ab 1938 mit dem Verkauf seiner in die Schweiz verbrachten Kunstwerke, darunter drei Gemälde des Venezianers Bernardo Bellotto, die in die Sammlung Adolf Hitlers gelangten, von denen zwei sich lange im Besitz der Bundesrepublik Deutschland befanden, bis sie erst 2019 auf Empfehlung der „Beratenden Kommission“ an die Nachkommen Emdens restituiert wurden. Hierzu gehört das Bild Der Zwingergraben in Dresden.

#### Das Erbe Max Emdens

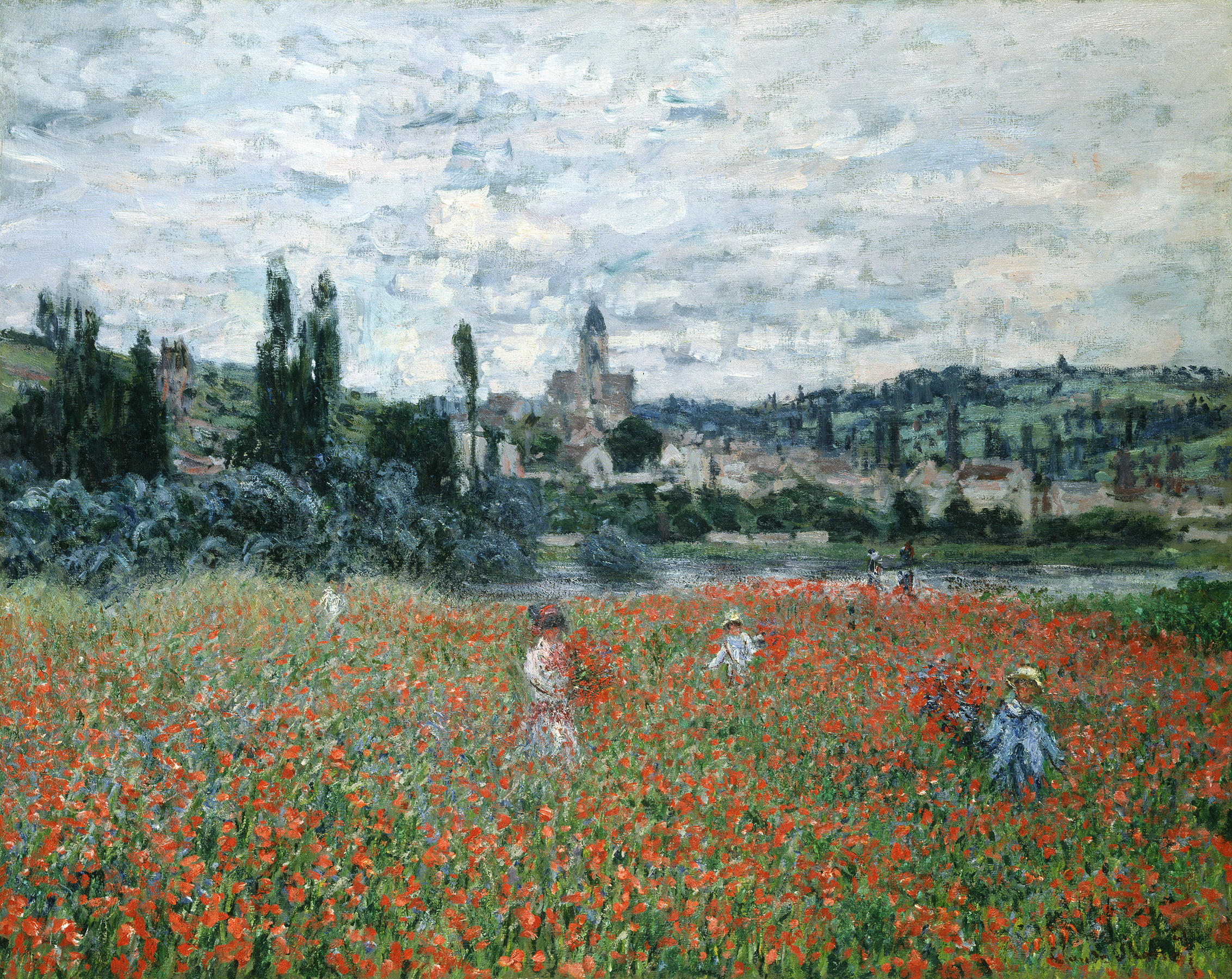
Champ de coquelicots près de Vétheuil von Claude Monet, Stiftung Emil G. Bührle, Dauerleihgabe an das Kunsthaus Zürich

Alleinerbe des väterlichen Vermögens nach dem plötzlichen Tod Max Emdens im Juni 1940 wurde sein einziger Sohn Hans Erich Emden. Zum Erbe gehörte die Inselgruppe der Isole di Brissago im Lago Maggiore, die ab 1941 verwaiste und verwilderte, als Emdens Sohn, der zuvor als Jude aus Deutschland ausgebürgert worden war, schließlich die Emigration nach Chile gelang. Hans Erich Emden ließ in diesem Zusammenhang offenbar mehrere berühmte Gemälde, u. a. den Blumengarten in Arles von Vincent van Gogh, sowie von Renoir, Monet und anderen in der Obhut Schweizer Kunsthändler zurück, die die Kunstwerke unter ungeklärten Umständen an verschiedene Sammler, darunter an den deutsch-schweizerischen Waffenfabrikanten Emil Georg Bührle, verkauften.
Hans Erich Emden musste die Inseln nach dem Krieg aufgeben und verkaufte sie 1949 für rund 600.000 Franken an den Kanton Tessin und die umliegenden Gemeinden. Der Kanton machte die Inseln 1950 öffentlich zugänglich. Der deutsche Bundeskanzler Konrad Adenauer war in den 1950er Jahren auf den Inseln und empfand die Aussicht auf Ascona als „eine der schönsten Europas“.

## Ehrung

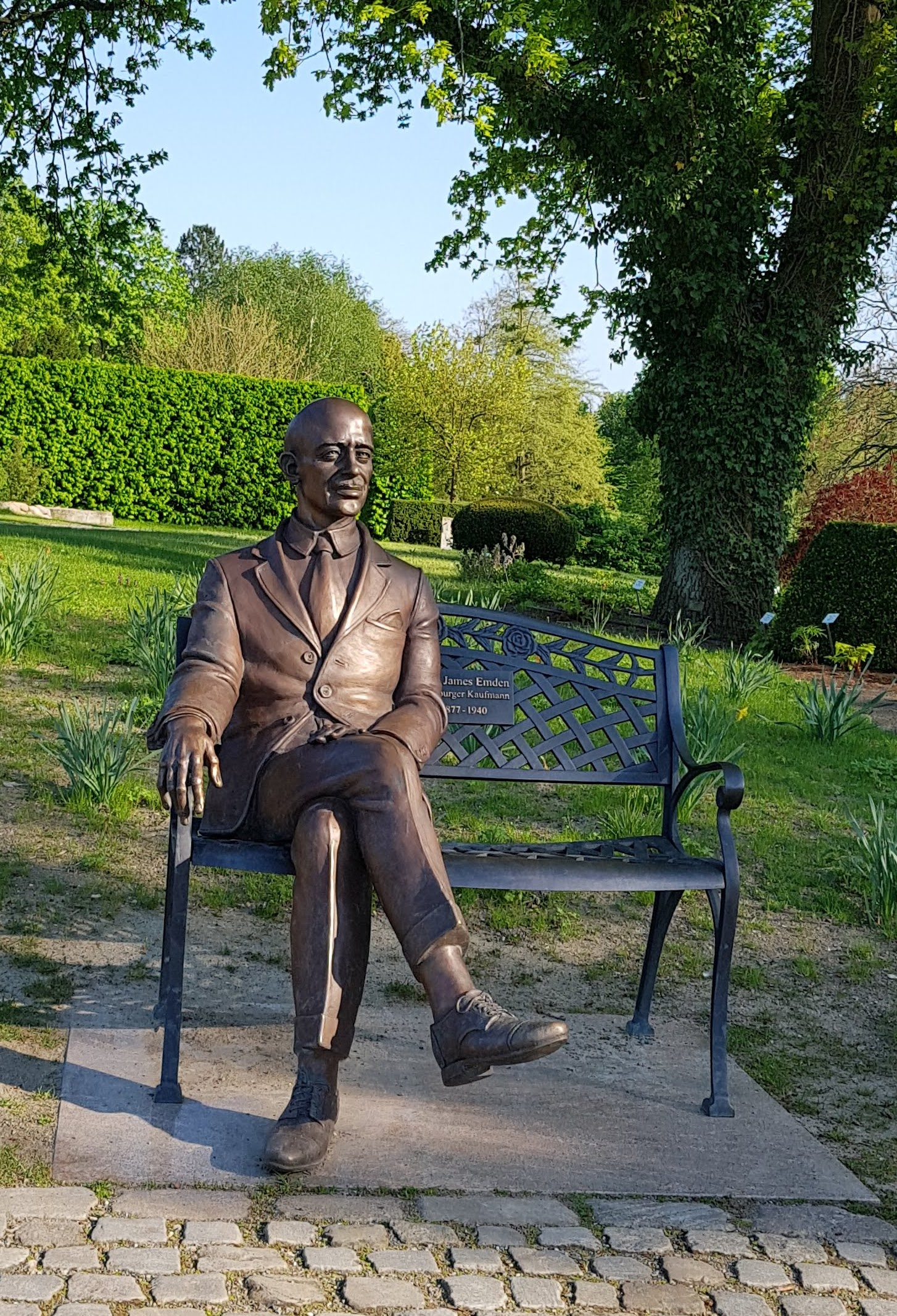
Max Emden als Skulptur im Loki-Schmidt-Garten in Hamburg

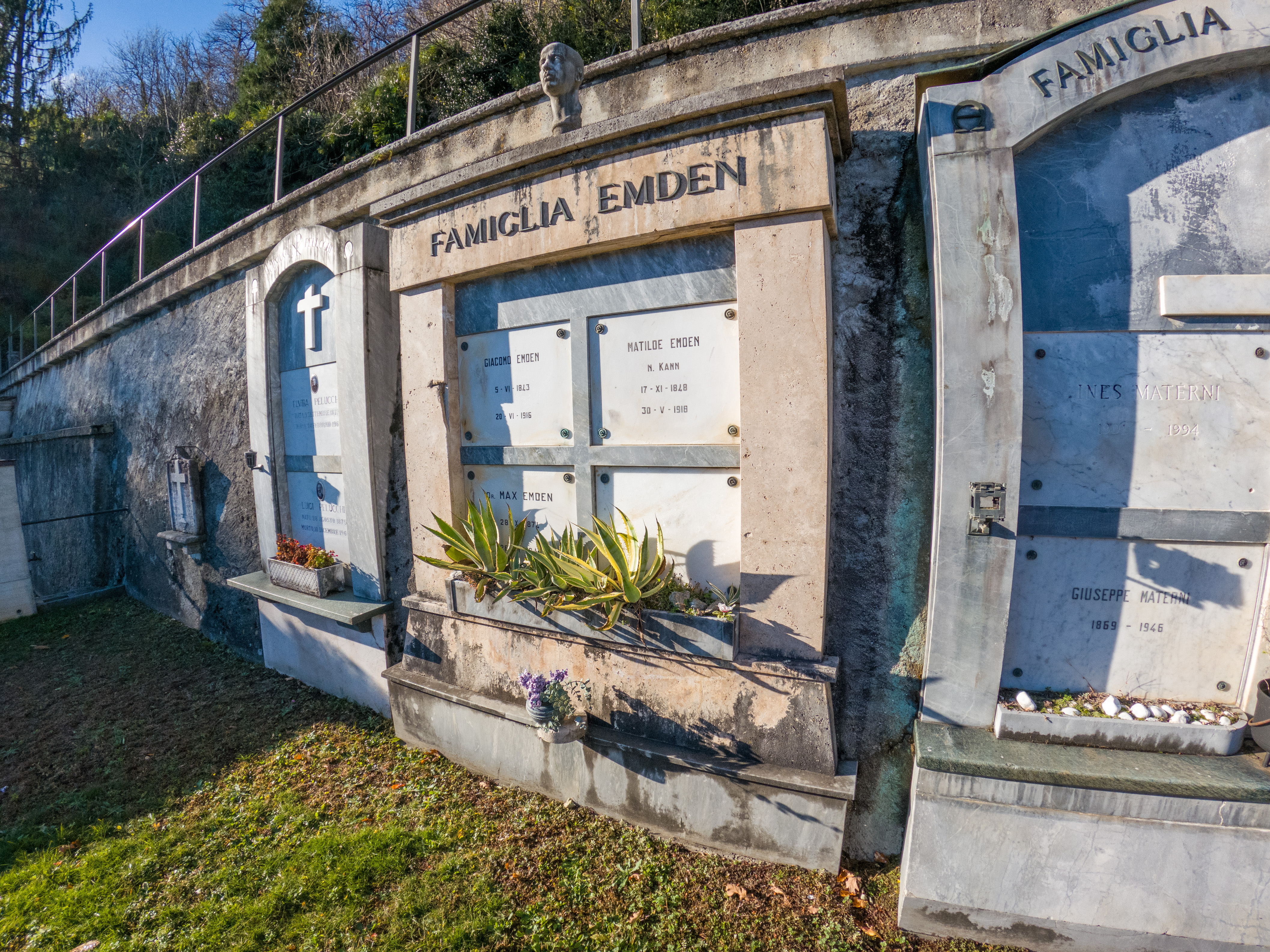
Grab von Max Emden in Ronco sopra Ascona

Am 18. Juli 2014 wurde ein Weg entlang des Botanischen Gartens in Hamburg-Klein Flottbek nach Max Emden benannt. Der Wanderweg verläuft zwischen Hemmingstedter Weg und Hesten, zwischen Botanischem Garten und Poloplatz. Der Antrag zur Benennung des Wegs enthielt die Begründung: „Der Weg führt mitten durch den ehemaligen Besitz Max Emdens, den er 1935 ‚freiwillig‘ der Stadt Hamburg verkauft hat.“ Der Hauptausschuss der Bezirksversammlung Altona gab dem Antrag unter dem Hinweis, dass Max Emden seinen Besitz „1935 für einen geringen Preis an die Stadt Altona verkaufen musste“, statt. Der Hamburger Kaufmann Jürgen Jencquel ließ 2021 auf seine Kosten eine Skulptur von Max Emden anfertigen, die im Loki-Schmidt-Garten in Hamburg aufgestellt wurde.

## Schriften
- Über die Reduktionsprodukte der Phenylglyoxyldicarbonsäure. Inaugural-Dissertation der Hohen Philosophischen Fakultät der Universität Leipzig zur Erlangung der Doktorwürde. Druck von Metzger & Wittig, Leipzig 1898 (nicht im Katalog der Deutschen Nationalbibliothek enthalten).
- Hamburger Baukunst. Eine Diskussion über diese Frage. Katzsch, Hamburg 1909, S. 55 (uni-hamburg.de – nicht im Katalog der Deutschen Nationalbibliothek enthalten).
- Der natürliche Arbeitstag. Eine Rechenaufgabe. Broschek, Hamburg 1919, S. 30 (uni-hamburg.de).

## Filme
Am 10. April 2019 war in Hamburg Premiere des Dokumentarfilms Auch Leben ist eine Kunst – Der Fall Max Emden. Der Film arbeitet die Geschichte über Max Emden auf und schildert den aufwändigen Kampf der Erben um Restitution und Gerechtigkeit gegenüber den Behörden und privaten Kunstsammlern. Zahlreiche Experten äußern sich zum Thema Raubkunst und den Kunstwerken, die sich im Besitz von Max Emden befanden.